# Theophil Sprecher von Bernegg

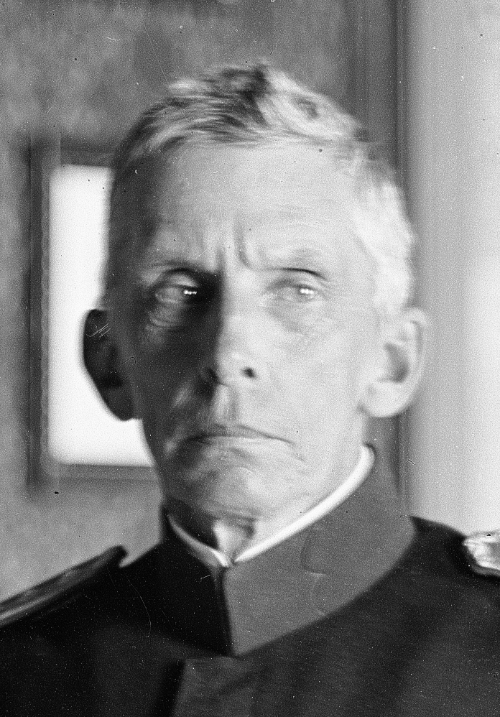
Generalstabschef Oberstkorpskommandant Sprecher

Theophil Andreas Luzius Sprecher von Bernegg (* 27. April 1850 in Maienfeld; † 6. Dezember 1927 in Walenstadt, heimatberechtigt in Maienfeld, Küblis, Davos und Chur) war ein Schweizer Offizier und Generalstabschef der Schweizer Armee.

## Leben

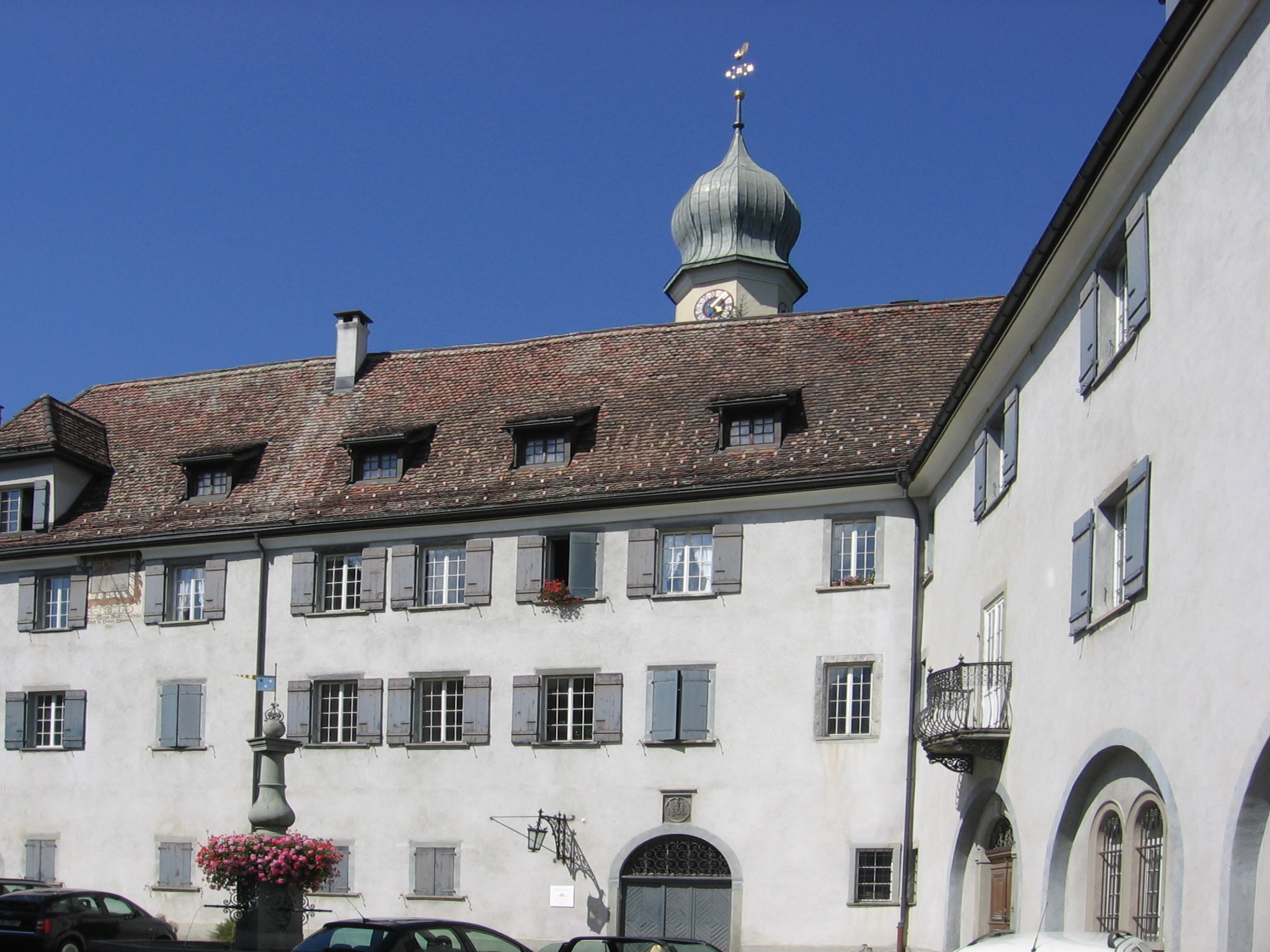
Sprecher-Hof in Maienfeld

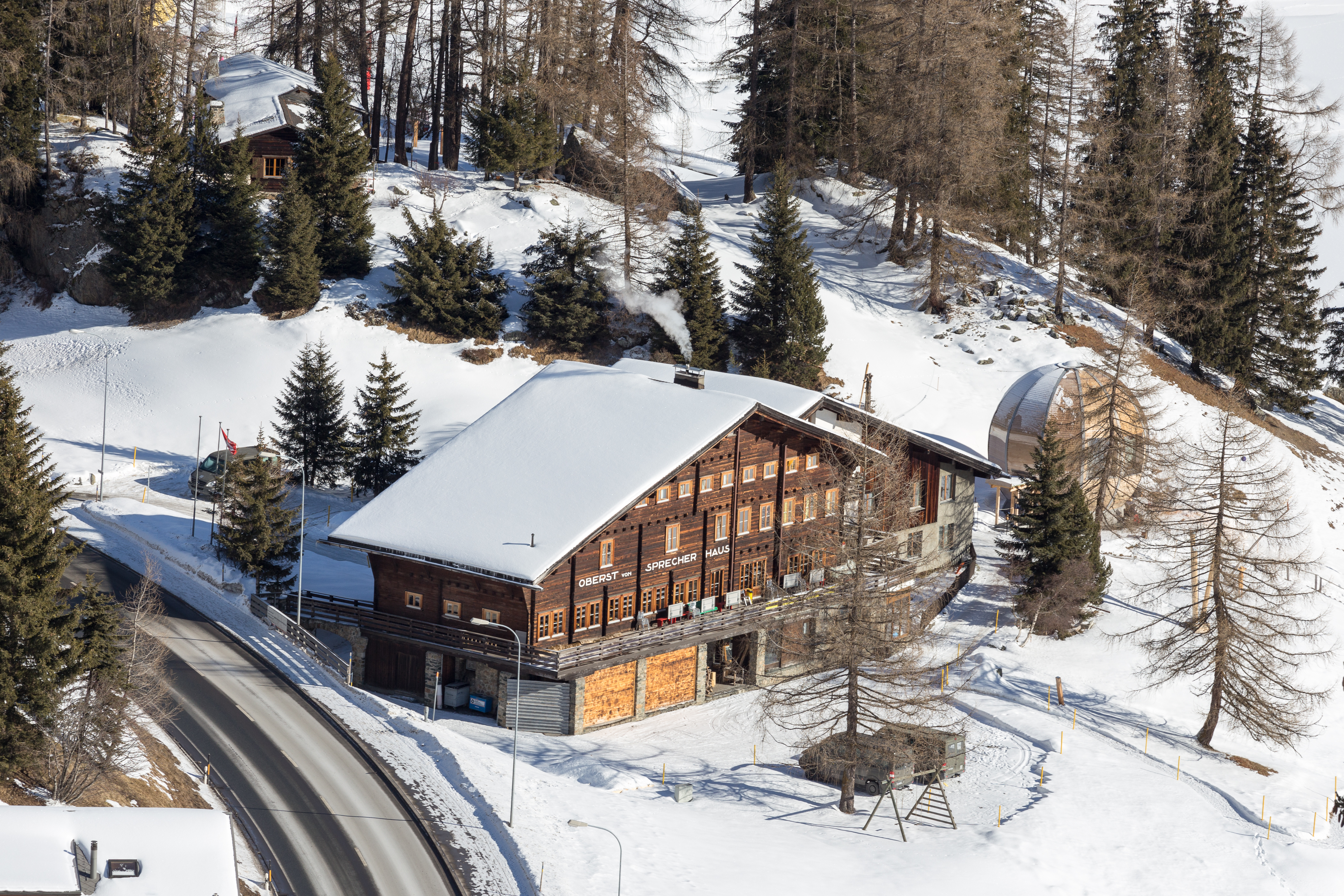
Oberst-von-Sprecher-Haus, Davos, 1934 als Haus des Basler Schützenbataillons 5 erbaut

Theophil Sprecher wurde 1850 als Sohn von Landammann Anton Herkules Sprecher von Bernegg geboren. Nach dem Gymnasium in Basel und Schiers begann er ein Studium der Land- und Forstwirtschaft an der Forstlichen Hochschule Tharandt, dann der Staatswissenschaften an der Universität Leipzig, brach dieses nach dem Tod seines Vaters aber ab und widmete sich der Bewirtschaftung der Güter seiner Familie in Maienfeld.
Im Jahr 1871 wurde er in den Gemeinderat von Maienfeld gewählt und 1877 war er Stadtpräsident. Sprecher war Verwaltungsrat der Vereinigten Schweizer Bahnen (VSB), Abgeordneter im Grossen Rat  Graubündens und 1881 Verwaltungsrat der Bank für Graubünden. 1882 wurde er als Landammann des Kreises Maienfeld gewählt und Mitglied (später Präsident) des Bezirksgerichts Unterlandquart. Sprecher wurde auch Mitglied und danach Präsident des Verwaltungsrates der Rhätischen Bahn und Mitglied des bündnerischen Kantonsgerichts. Zusammen mit dem katholischen Korpskommandanten Friedrich Brügger war Sprecher 1895 Reorganisator des Bündner Tagblatts und führender Kopf der anfänglich überkonfessionellen Bündner Konservativ-demokratischen Partei.
Auch seine militärische Laufbahn war beachtlich, wurde er doch 1880 Hauptmann im Generalstab, 1886 Stabschef der VIII. Division und 1891 Oberst im Generalstab. Danach Stabschef des IV. Armeekorps und 1897 Kommandant der Infanterie-Brigade 16. Es folgte 1901 das Amt als Oberstdivisionär und Kommandant der Gotthardbefestigungen, 1902 Kommandant der VIII. Division und 1905 Chef der Generalstabsabteilung unter Beibehaltung des Kommandos der VIII. Division. In diesem Amt realisierte er 1907 die Militärorganisation (MO). Sprecher konzipierte die Befestigung der Schweiz. Den Kanton Graubünden betrachtete Sprecher auf Grund des Gebirges als ausreichend befestigt. In der Logistikinfrastruktur ortete er jedoch gerade dort den grössten Handlungsbedarf. Seine Antwort darauf war die Förderung der Rhätischen Bahn, welche die 150 Täler des Kantons miteinander verbindet. Im Jahr 1909 war er zugleich Chef der Generalstabsabteilung und als Oberstkorpskommandant der Kommandant des IV. Armeekorps. Er verwirklichte 1912 die neue Truppenordnung (TO) der Schweizer Armee.
Beim Ausbruch des Ersten Weltkriegs wäre Theophil Sprecher eigentlich als General vorgesehen gewesen, er verzichtete aber im Verlaufe einer intrigenbelasteten Generalswahl zu Gunsten von Ulrich Wille auf die Generalswürde und übernahm innerhalb der Armeeleitung die Position des Generalstabschefs der Armee. Für Aufsehen sorgte (gemäss Weltwoche vom 28. Mai 1987) ein 1987 gefundener Brief Willes an seine Frau vom November 1914, in dem er Sprecher bezichtigte, an der Seite Deutschlands in den Krieg gegen Frankreich ziehen zu wollen – was Wille als «unreife Idee» verwarf. Das wäre der erste Offensivkrieg der Schweiz seit der Schlacht von Marignano im Jahr 1515 (und der Bruch der darauf folgenden «immerwährenden» Neutralität) gewesen.
Ab 1919, nach dem Rücktritt aus der Armee, engagierte er sich für den Erhalt der integralen bewaffneten Neutralität und gegen einen Beitritt der Schweiz zum Völkerbund.